# منتخب لبنان تحت 23 سنة لكرة القدم
منختب لبنان الوطني تحت 23 عاما لكرة القدم، المعروف أيضا باسم لبنان U-23 أو المنتخب الأولمبي اللبناني هو المنتخب الممثل للبنان في مسابقات كرة القدم الدولية في الألعاب الأولمبية، ودورة الألعاب الآسيوية وبطولة آسيا تحت 23 عاما.
يتم اختيار اللاعبين الذين تقل أعمارهم عن 23 عامًا، باستثناء الألعاب الأولمبية التي تتيح لفريق الرجال ما يصل إلى ثلاثة لاعبين زائدين، ويخضع الفريق لرقابة الاتحاد اللبناني لكرة القدم.
لم يتأهل المنتخب للألعاب الأولمبية أولبطولة الاتحاد الآسيوي تحت 23 سنة، شارك المنتخب في دورة الألعاب الآسيوية 2002 وخرج في مرحلة المجموعات. حصل على المركز الثالث كمضيف لدورة الألعاب العربية في عامي 1957 و1997،  وكذلك حصل على إدارة المركز الرابع في 1965.

## السجل التنافسي

### الألعاب الأولمبية الصيفية
| دورة الألعاب الاولمبية الصيفية | دورة الألعاب الاولمبية الصيفية | دورة الألعاب الاولمبية الصيفية | دورة الألعاب الاولمبية الصيفية | دورة الألعاب الاولمبية الصيفية | دورة الألعاب الاولمبية الصيفية | دورة الألعاب الاولمبية الصيفية | دورة الألعاب الاولمبية الصيفية | دورة الألعاب الاولمبية الصيفية |                                                                  | سجل التأهل                                                       | سجل التأهل                                                       | سجل التأهل                                                       | سجل التأهل                                                       | سجل التأهل                                                       | سجل التأهل |
| عام                            | نتيجة                          | موضع                           | لعب                            | فاز                            | تعادل                          | خسر                            | له                             | عليه                           | لعب                                                              | فاز                                                              | تعادل                                                            | خسر                                                              | له                                                               | عليه                                                             |            |
| ------------------------------ | ------------------------------ | ------------------------------ | ------------------------------ | ------------------------------ | ------------------------------ | ------------------------------ | ------------------------------ | ------------------------------ | ---------------------------------------------------------------- | ---------------------------------------------------------------- | ---------------------------------------------------------------- | ---------------------------------------------------------------- | ---------------------------------------------------------------- | ---------------------------------------------------------------- | ---------- |
| 1908 - 1988                    | طالع منتخب لبنان               | طالع منتخب لبنان               | طالع منتخب لبنان               | طالع منتخب لبنان               | طالع منتخب لبنان               | طالع منتخب لبنان               | طالع منتخب لبنان               | طالع منتخب لبنان               | طالع منتخب لبنان                                                 | طالع منتخب لبنان                                                 | طالع منتخب لبنان                                                 | طالع منتخب لبنان                                                 | طالع منتخب لبنان                                                 | طالع منتخب لبنان                                                 |            |
| 1992                           | لم يتأهل                       | لم يتأهل                       | لم يتأهل                       | لم يتأهل                       | لم يتأهل                       | لم يتأهل                       | لم يتأهل                       | لم يتأهل                       | 4                                                                | 1                                                                | 0                                                                | 3                                                                | 4                                                                | 5                                                                |            |
| 1996                           | لم يشارك                       | لم يشارك                       | لم يشارك                       | لم يشارك                       | لم يشارك                       | لم يشارك                       | لم يشارك                       | لم يشارك                       | لم يشارك                                                         | لم يشارك                                                         | لم يشارك                                                         | لم يشارك                                                         | لم يشارك                                                         | لم يشارك                                                         |            |
| 2000                           | لم يتأهل                       | لم يتأهل                       | لم يتأهل                       | لم يتأهل                       | لم يتأهل                       | لم يتأهل                       | لم يتأهل                       | لم يتأهل                       | 4                                                                | 1                                                                | 1                                                                | 2                                                                | 4                                                                | 5                                                                |            |
| 2004                           | لم يتأهل                       | لم يتأهل                       | لم يتأهل                       | لم يتأهل                       | لم يتأهل                       | لم يتأهل                       | لم يتأهل                       | لم يتأهل                       | 6                                                                | 0                                                                | 2                                                                | 4                                                                | 9                                                                | 18                                                               |            |
| 2008                           | لم يتأهل                       | لم يتأهل                       | لم يتأهل                       | لم يتأهل                       | لم يتأهل                       | لم يتأهل                       | لم يتأهل                       | لم يتأهل                       | 11                                                               | 5                                                                | 1                                                                | 5                                                                | 10                                                               | 19                                                               |            |
| 2012                           | لم يتأهل                       | لم يتأهل                       | لم يتأهل                       | لم يتأهل                       | لم يتأهل                       | لم يتأهل                       | لم يتأهل                       | لم يتأهل                       | 2                                                                | 0                                                                | 1                                                                | 1                                                                | 1                                                                | 2                                                                |            |
| 2016                           | لم يتأهل                       | لم يتأهل                       | لم يتأهل                       | لم يتأهل                       | لم يتأهل                       | لم يتأهل                       | لم يتأهل                       | لم يتأهل                       | كانت بطولة آسيا تحت 23 عام 2016 بمثابة البطولة التأهيلية للمنتخب | كانت بطولة آسيا تحت 23 عام 2016 بمثابة البطولة التأهيلية للمنتخب | كانت بطولة آسيا تحت 23 عام 2016 بمثابة البطولة التأهيلية للمنتخب | كانت بطولة آسيا تحت 23 عام 2016 بمثابة البطولة التأهيلية للمنتخب | كانت بطولة آسيا تحت 23 عام 2016 بمثابة البطولة التأهيلية للمنتخب | كانت بطولة آسيا تحت 23 عام 2016 بمثابة البطولة التأهيلية للمنتخب |            |
| 2020                           | لم يتأهل                       | لم يتأهل                       | لم يتأهل                       | لم يتأهل                       | لم يتأهل                       | لم يتأهل                       | لم يتأهل                       | لم يتأهل                       | كانت بطولة عام 2020 لكرة القدم تحت 23 سنة بمثابة بطولة التصفيات  | كانت بطولة عام 2020 لكرة القدم تحت 23 سنة بمثابة بطولة التصفيات  | كانت بطولة عام 2020 لكرة القدم تحت 23 سنة بمثابة بطولة التصفيات  | كانت بطولة عام 2020 لكرة القدم تحت 23 سنة بمثابة بطولة التصفيات  | كانت بطولة عام 2020 لكرة القدم تحت 23 سنة بمثابة بطولة التصفيات  | كانت بطولة عام 2020 لكرة القدم تحت 23 سنة بمثابة بطولة التصفيات  |            |
| 2024                           | لم يتم تحديدها                 | لم يتم تحديدها                 | لم يتم تحديدها                 | لم يتم تحديدها                 | لم يتم تحديدها                 | لم يتم تحديدها                 | لم يتم تحديدها                 | لم يتم تحديدها                 | -                                                                | -                                                                | -                                                                | -                                                                | -                                                                | -                                                                |            |
| 2028                           | لم يتم تحديدها                 | لم يتم تحديدها                 | لم يتم تحديدها                 | لم يتم تحديدها                 | لم يتم تحديدها                 | لم يتم تحديدها                 | لم يتم تحديدها                 | لم يتم تحديدها                 | -                                                                | -                                                                | -                                                                | -                                                                | -                                                                | -                                                                |            |
| الإجمالي                       | -                              | 0/7                            | -                              | -                              | -                              | -                              | -                              | -                              | 27                                                               | 7                                                                | 5                                                                | 15                                                               | 28                                                               | 49                                                               |            |

### بطولة آسيا تحت 23 سنة
| سجل بطولة آسيا تحت 23 عاما | سجل بطولة آسيا تحت 23 عاما | سجل بطولة آسيا تحت 23 عاما | سجل بطولة آسيا تحت 23 عاما | سجل بطولة آسيا تحت 23 عاما | سجل بطولة آسيا تحت 23 عاما | سجل بطولة آسيا تحت 23 عاما | سجل بطولة آسيا تحت 23 عاما | سجل بطولة آسيا تحت 23 عاما |     | سجل التأهل | سجل التأهل | سجل التأهل | سجل التأهل | سجل التأهل | سجل التأهل |
| عام                        | الجولة                     | موضع                       | لعب                        | فاز                        | تعادل *                    | خسر                        | له                         | عليه                       | لعب | فاز        | تعادل      | خسر        | له         | عليه       |            |
| -------------------------- | -------------------------- | -------------------------- | -------------------------- | -------------------------- | -------------------------- | -------------------------- | -------------------------- | -------------------------- | --- | ---------- | ---------- | ---------- | ---------- | ---------- | ---------- |
| 2013                       | لم يتأهل                   | لم يتأهل                   | لم يتأهل                   | لم يتأهل                   | لم يتأهل                   | لم يتأهل                   | لم يتأهل                   | لم يتأهل                   | 5   | 1          | 0          | 4          | 12         | 18         |            |
| 2016                       | لم يتأهل                   | لم يتأهل                   | لم يتأهل                   | لم يتأهل                   | لم يتأهل                   | لم يتأهل                   | لم يتأهل                   | لم يتأهل                   | 4   | 1          | 1          | 2          | 3          | 9          |            |
| 2018                       | لم يتأهل                   | لم يتأهل                   | لم يتأهل                   | لم يتأهل                   | لم يتأهل                   | لم يتأهل                   | لم يتأهل                   | لم يتأهل                   | 3   | 1          | 0          | 2          | 3          | 4          |            |
| 2020                       | لم يتأهل                   | لم يتأهل                   | لم يتأهل                   | لم يتأهل                   | لم يتأهل                   | لم يتأهل                   | لم يتأهل                   | لم يتأهل                   | 3   | 1          | 0          | 2          | 7          | 8          |            |
| المجموع                    | -                          | 0/3                        | -                          | -                          | -                          | -                          | -                          | -                          | 15  | 4          | 1          | 10         | 25         | 39         |            |

### الألعاب الآسيوية
| سجل الألعاب الآسيوية | سجل الألعاب الآسيوية | سجل الألعاب الآسيوية | سجل الألعاب الآسيوية | سجل الألعاب الآسيوية | سجل الألعاب الآسيوية | سجل الألعاب الآسيوية | سجل الألعاب الآسيوية |
| عام                  | الجولة               | لعب                  | فاز                  | تعادل                | خسر                  | له                   | عليه                 |
| -------------------- | -------------------- | -------------------- | -------------------- | -------------------- | -------------------- | -------------------- | -------------------- |
| 2002                 | مرحلة المجموعات      | 3                    | 1                    | 1                    | 1                    | 12                   | 3                    |
| 2006                 | انسحب                | انسحب                | انسحب                | انسحب                | انسحب                | انسحب                | انسحب                |
| 2010                 | انسحب                | انسحب                | انسحب                | انسحب                | انسحب                | انسحب                | انسحب                |
| 2014                 | انسحب                | انسحب                | انسحب                | انسحب                | انسحب                | انسحب                | انسحب                |
| 2018                 | انسحب                | انسحب                | انسحب                | انسحب                | انسحب                | انسحب                | انسحب                |
| 2022                 | لم يتم تحديدها       | لم يتم تحديدها       | لم يتم تحديدها       | لم يتم تحديدها       | لم يتم تحديدها       | لم يتم تحديدها       | لم يتم تحديدها       |
| المجموع              | 1/5                  | 3                    | 1                    | 1                    | 1                    | 12                   | 3                    |

### بطولة اتحاد غرب آسيا لكرة القدم U-23
| سجل بطولة اتحاد غرب آسيا لكرة القدم U-23 | سجل بطولة اتحاد غرب آسيا لكرة القدم U-23 | سجل بطولة اتحاد غرب آسيا لكرة القدم U-23 | سجل بطولة اتحاد غرب آسيا لكرة القدم U-23 | سجل بطولة اتحاد غرب آسيا لكرة القدم U-23 | سجل بطولة اتحاد غرب آسيا لكرة القدم U-23 | سجل بطولة اتحاد غرب آسيا لكرة القدم U-23 | سجل بطولة اتحاد غرب آسيا لكرة القدم U-23 |
| السنة                                    | النتيجة                                  | لعب                                      | فاز                                      | تعادل                                    | خسر                                      | له                                       | عليه                                     |
| ---------------------------------------- | ---------------------------------------- | ---------------------------------------- | ---------------------------------------- | ---------------------------------------- | ---------------------------------------- | ---------------------------------------- | ---------------------------------------- |
| 2015                                     | انسحب                                    | انسحب                                    | انسحب                                    | انسحب                                    | انسحب                                    | انسحب                                    | انسحب                                    |
| مجموع                                    | 0/1                                      | -                                        | -                                        | -                                        | -                                        | -                                        | -                                        |

## النتائج الأخيرة والمباريات

### 2019
| تصفيات بطولة آسيا تحت 23 عاما 2020 22 مارس 2019 | الإمارات العربية المتحدة | 6–1   | لبنان    | الرياض، السعودية                                                                           |
| 17:25 (ت ع م+03:00)                             | *زايد العامري 29'، 60' (ركلة.)، 69' - ماجد راشد 42' - محمد الحمادي (لاعب كرة قدم إماراتي) 55' - جاسم يعقوب (لاعب كرة قدم إماراتي) 79' | تقرير | *Eid 16' | الملعب: ملعب الأمير فيصل بن فهد الحضور: 200 الحكم: Ali Shaban (الاتحاد الكويتي لكرة القدم) |

| تصفيات بطولة آسيا تحت 23 عاما 2020 24 مارس 2019 | لبنان | 0–2   | السعودية                                    | الرياض، السعودية                                                                            |
| 20:25 (ت ع م+03:00)                             |       | تقرير | *عبد الرحمن اليامي 30' - S. Al-Saluli 90+3' | الملعب: ملعب الأمير فيصل بن فهد الحضور: 262 الحكم: Aziz Asimov (اتحاد أوزبكستان لكرة القدم) |

| تصفيات بطولة آسيا تحت 23 عاما 2020 26 مارس 2019 | لبنان                                                                              | 6–0   | المالديف | الرياض، السعودية                                                                     |
| 17:25 (ت ع م+03:00)                             | * Kdouh 24' - Darwiche 26' - Mhanna 59' - Monzer 62' - Y. Al Haj 75' - Boutros 82' | تقرير |          | الملعب: ملعب الأمير فيصل بن فهد الحضور: 130 الحكم: تشانغ لي (اتحاد الصين لكرة القدم) |